# Hildebrandtia aloysii
Hildebrandtia es un género de plantas con flores perteneciente a la familia de las convolvuláceas. Incluye una sola especie: Hildebrandtia aloysii Chiov., originaria de África. Recientemente ha sido transferida al género Hildebrandtia como  Hildebrandtia aloysii

## Taxonomía
Hildebrandtia aloysii fue descrita por Emilio Chiovenda Sebsebe y publicado en Kew Bull. 51(3): 539 (1996): 1996.